# Trawler

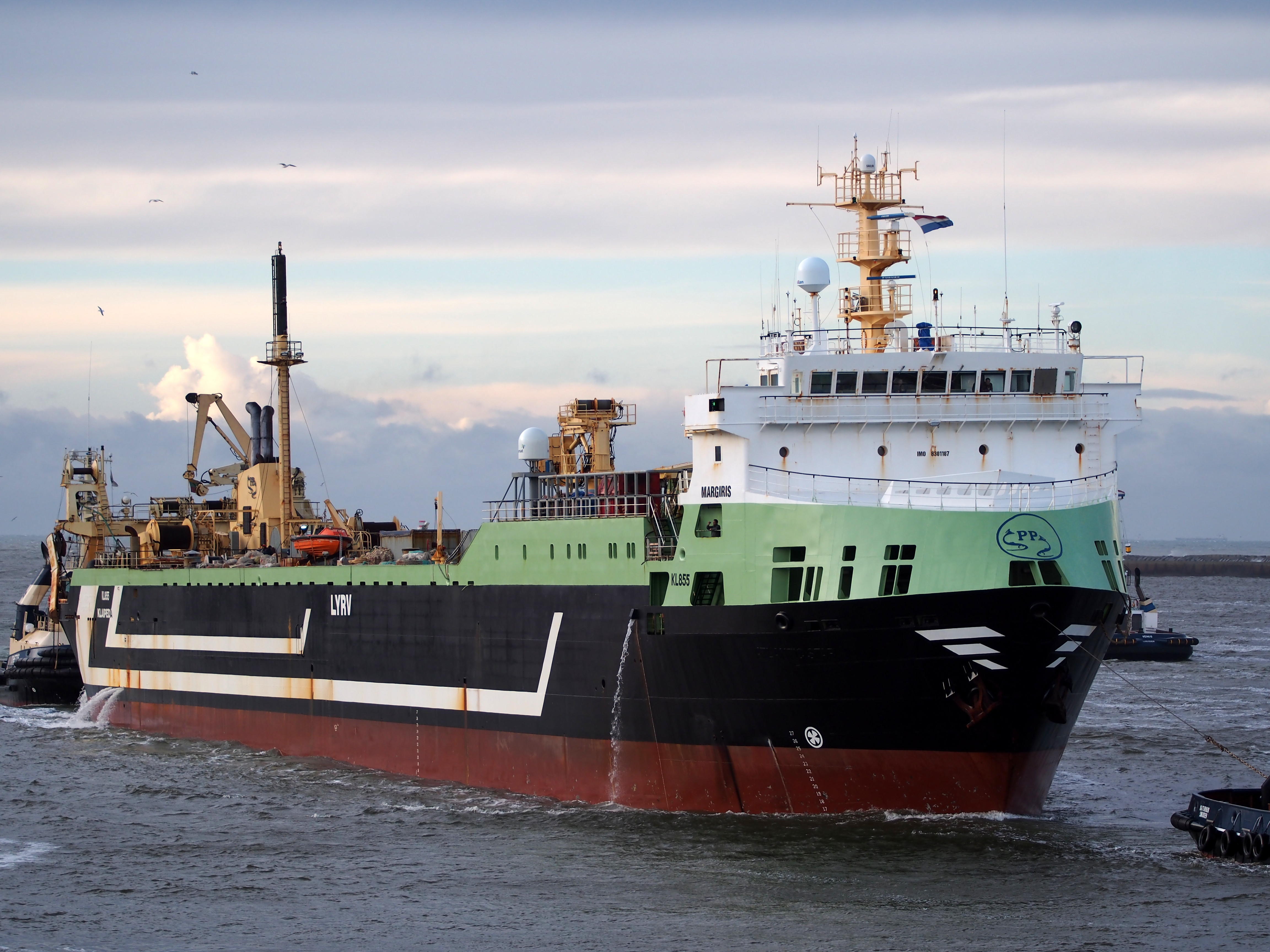
Kontroverzní 9500gt super–trawler a rybárenská loď Margiris (IMO: 8301187)

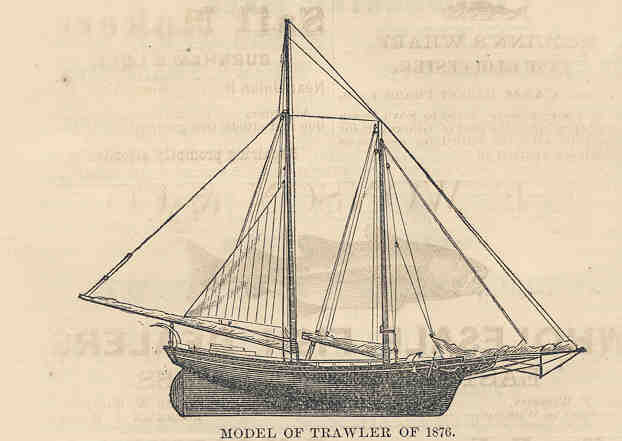
Plachetní trawler z roku 1876

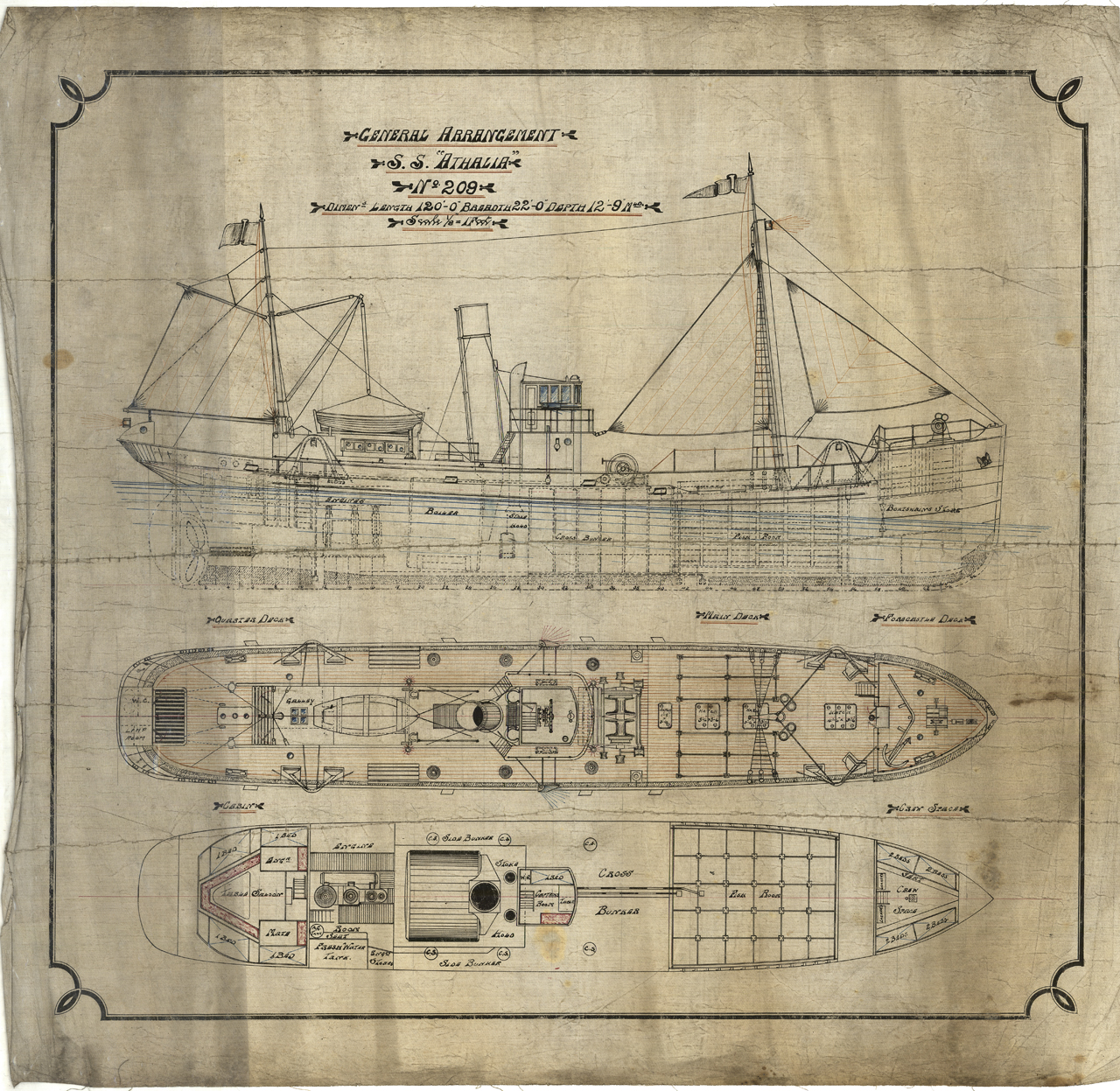
Parní trawler Athalia z roku 1909. Za první světové války sloužil v britském námořnictvu jako ozbrojený trawler/minolovka HMT Neree (Adty No 3266)

Trawler, či trauler, je rybářská loď (nebo člun) určená k tralování, což je vlečení tralu (vlečné sítě) jedním nebo více trawlery po mořském dně nebo v určité hloubce. K vlečení sítí u hladiny naopak slouží driftery. Trawler může vléct i dvě nebo více sítí (tzv. double-rig a multi-rig).
Tralovací zařízení může mít mnoho podob, záleží na místní tradici, profilu dna a na síle a velikosti trawleru. Trawler může být malý otevřený člun s motorem o výkonu 30 ks (22 kW) nebo velká rybárenská loď s motorem o výkonu 10 000 ks (7457 kW).
Prvními trawlery byly britské dogry (anglicky dogger) s podélným oplachtěním ze 17. století. S příchodem parního stroje došlo k redukci oplachtění, ale i parní trawlery si zachovaly vratiplachtu na hlavním (zadním) stěžni pro lepší stabilitu při vlečení tralu. Moderní dieselmotorové trawlery již zpravidla žádné plachty nenesou.
Odolnost, dostupnost a přizpůsobivost rybářských trawlerů vedla za první i druhé světové války ke vzniku ozbrojených trawlerů.